# Borodianka
Borodianka (ukrainien : Бородянка, russe : Бородянка) est une commune urbaine de l'oblast de Kiev, en Ukraine. Elle compte 13 044 habitants en 2021.

## Histoire

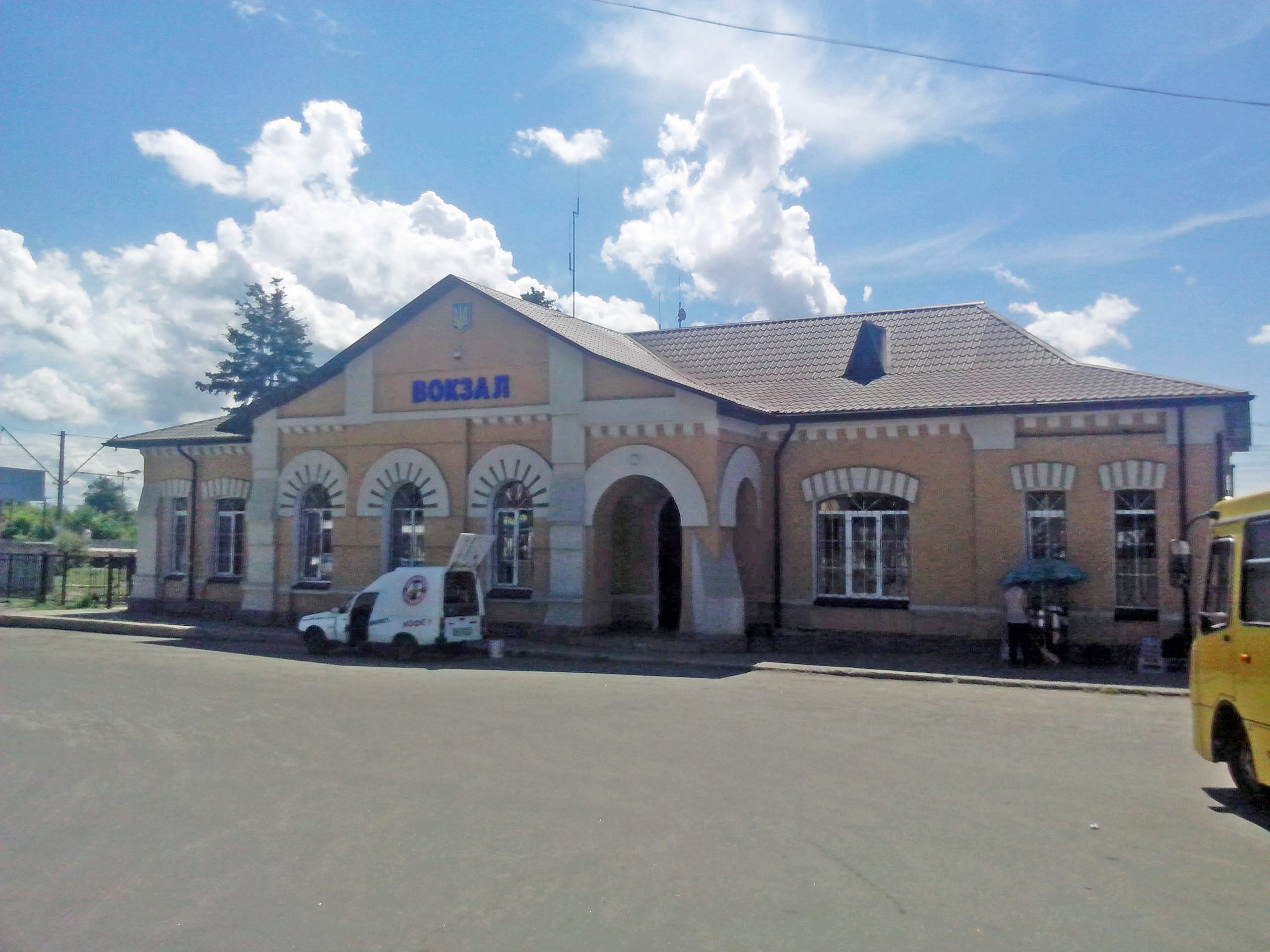
La gare de Borodianka.

Lors de l'invasion de l'Ukraine par la Russie en 2022, les bombardements russes détruisent des habitations, entraînant des centaines de victimes. Le 7 avril 2022, Volodymyr Zelensky précise, que la situation humanitaire à Borodianka est « bien plus horrible » par le nombre de morts qu'à Boutcha.

## Symboles

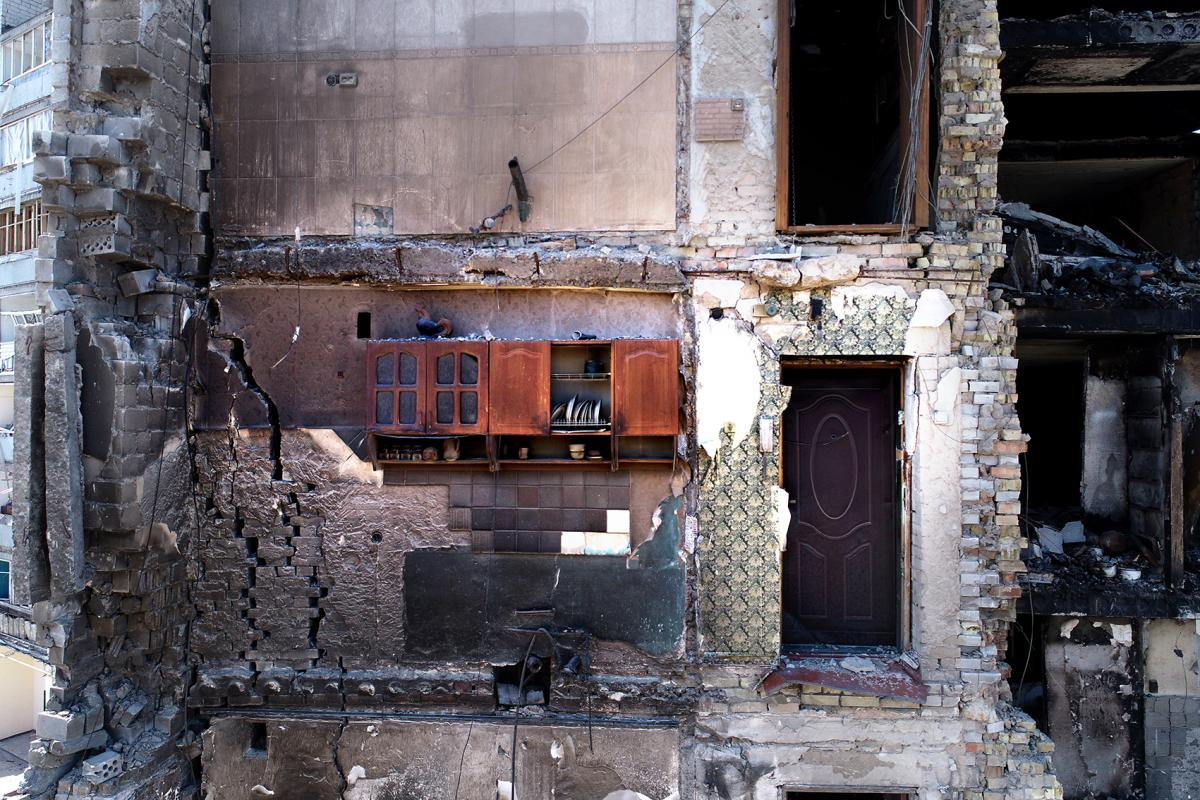
Le coq en faïence sur une armoire survivante de l'immeuble détruit

Lors de la visite des destructions de la ville, un Coq en faïence intact est photographié par Yelyzaveta Servatynska (en) et la députée du conseil municipal de Kiev, Victoria Burdukova. La photographie du Coq en faïence de Vassylkiv survivant des ruines d'un des immeubles détruits de cette ville de Borodianka, est devenu l'un des symboles de résilience de l'Ukraine et aussi appelé le «Phoenix ukrainien».
Par la suite, le coq et l'armoire de cuisine sur laquelle il était posé, ont été emmenés pour une exposition du Musée national de la Révolution de la Dignité,.

## En images

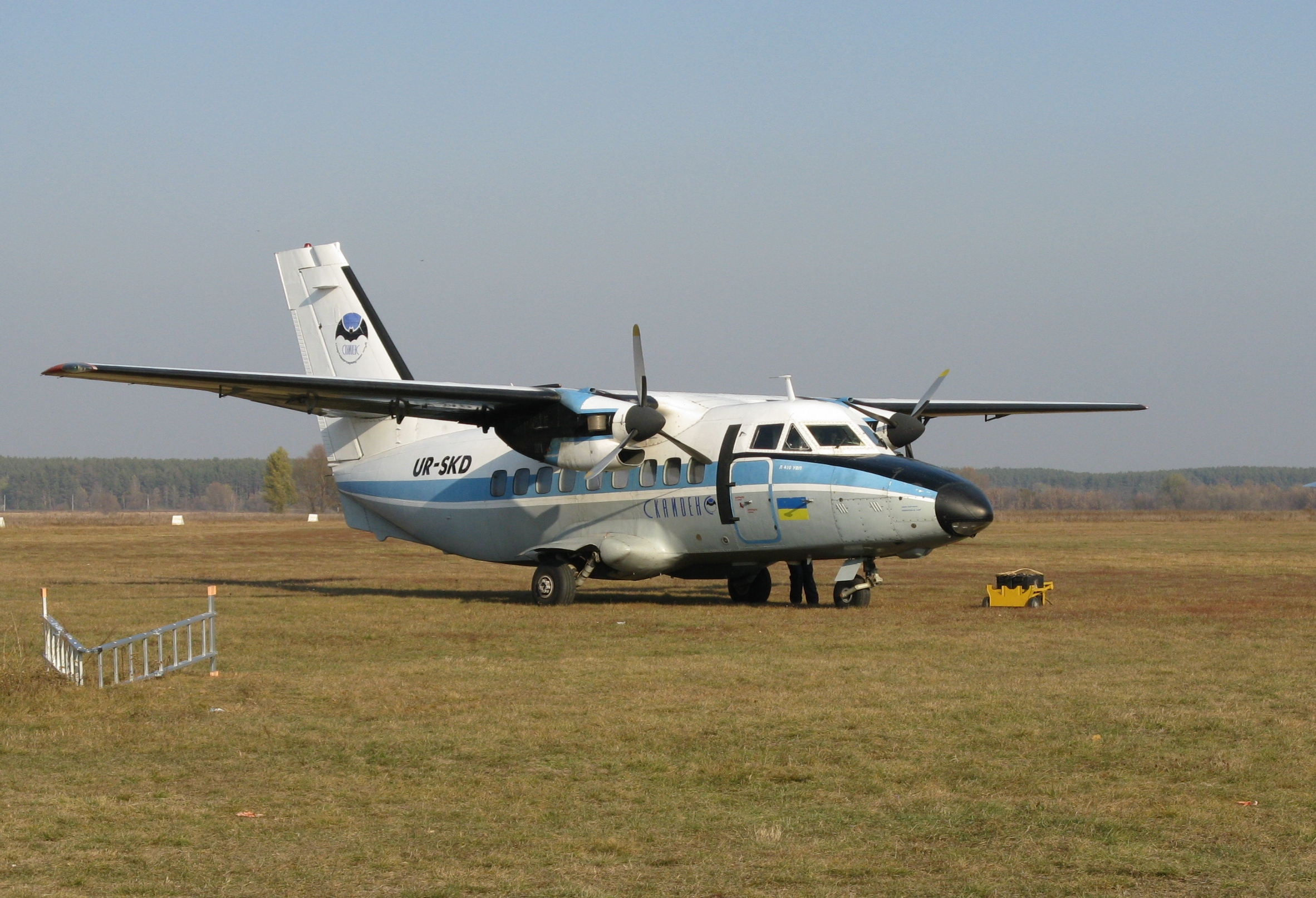
Son aérodrome,
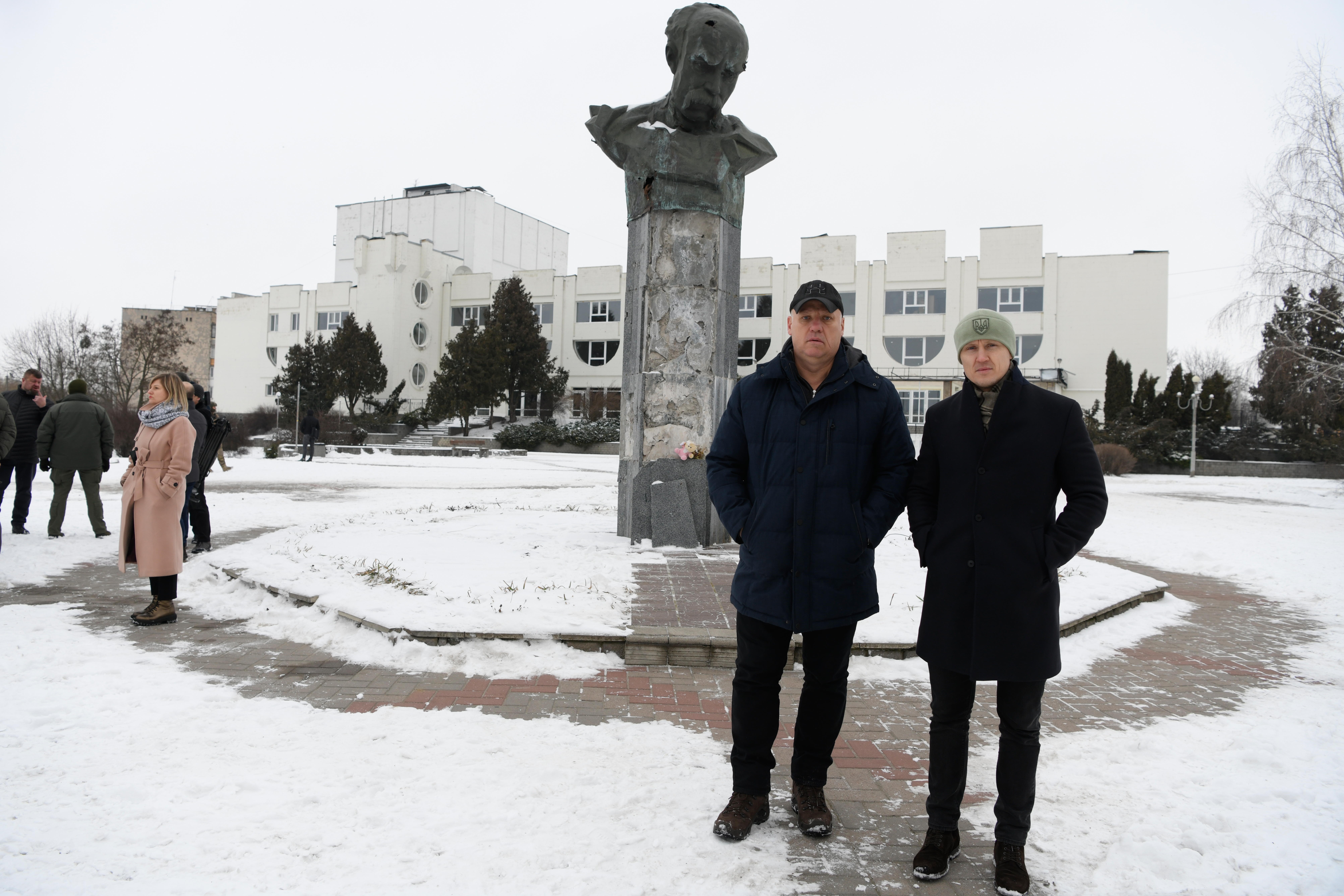
place de la culture et son buste de Taras Chevtchenko en 2023.
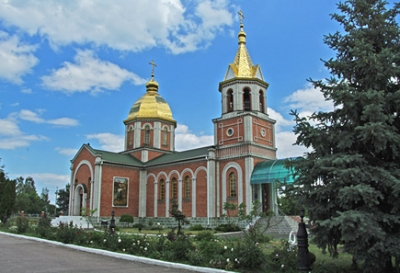
L'église st-Michel.